# Podospora ellisiana
Podospora ellisiana är en svampart som först beskrevs av Griffiths, och fick sitt nu gällande namn av J.H. Mirza & Cain 1970. Podospora ellisiana ingår i släktet Podospora och familjen Lasiosphaeriaceae.  Arten är reproducerande i Sverige. Inga underarter finns listade i Catalogue of Life.